# NGC 5355
NGC 5355 је лентикуларна галаксија у сазвежђу Ловачки пси која се налази на NGC листи објеката дубоког неба.
Деклинација објекта је + 40° 20' 20" а ректасцензија 13h 53m 45,5s. Привидна величина (магнитуда) објекта NGC 5355 износи 13,0 а фотографска магнитуда 14,0. NGC 5355 је још познат и под ознакама UGC 8819, MCG 7-29-12, CGCG 219-20, HCG 68D, near HD 121197, PGC 49380.